# Canh Ngọ
Canh Ngọ (chữ Hán: 庚午) là kết hợp thứ bảy trong hệ thống đánh số Can Chi của người Á Đông. Nó được kết hợp từ thiên can Canh (Kim dương) và địa chi Ngọ (ngựa). Trong chu kỳ của lịch Trung Quốc, nó xuất hiện trước Tân Mùi và sau Kỷ Tỵ.

## Các năm Canh Ngọ
Giữa năm 1700 và 2200, những năm sau đây là năm Canh Ngọ (lưu ý ngày được đưa ra được tính theo lịch Việt Nam, chưa được sử dụng trước năm 1967):
- 1750
- 1810
- 1870
- 1930 (30 tháng 1, 1930 – 16 tháng 2, 1931)
- 1990 (27 tháng 1, 1990 – 14 tháng 2, 1991)
- 2050 (23 tháng 1, 2050 – 10 tháng 2, 2051)
- 2110
- 2170

## Sự kiện năm Canh Ngọ
- Năm 550 (năm Canh Ngọ thứ 9), Triệu Quang Phục phản công đánh tan quân xâm lược, chiếm được Long Biên.
- Năm 1930, Đảng Cộng sản Việt Nam ra đời.